# Der Herbst des Einsamen
Der Herbst des Einsamen ist ein Gedicht von Georg Trakl.

## Form
Das Gedicht ist das achte und letzte Gedicht des gleichnamigen  Abschnitts  im Gedichtzyklus Sebastian im Traum, postum erschienen 1915 im Kurt Wolff Verlag, Leipzig.  Es ist in drei Strophen gegliedert. Die Strophen sind gereimt und bestehen aus je sechs Verszeilen. Das Reimschema ist ein dreifacher Kreuzreim, da sich immer die letzten Wörter jeder zweiten Zeile reimen („Fülle – Tagen – Hülle – Sagen – Stille – Fragen“).
Das Versmaß ist ein jambischer Fünfheber mit weiblicher Kadenz. Der Rhythmus ist sehr langsam und regelmäßig, mit zwei Ausnahmen in der vierten und fünften Zeile der letzten Strophe: Vers 16 beginnt mit einem Daktylus, und in Vers 17 unterbricht die Hebung an (von anfällt) den regelmäßigen Rhythmus; Enjambements findet man jeweils im fünften Vers der ersten und zweiten Strophe sowie in der dritten Verszeile der dritten Strophe. 
Die Fülle von  Alliterationen („voll Frucht und Fülle“, „Der Flug der Vögel“, „Die Wolke wandert übern Weiherspiegel“, „Es ruht des Landmanns ruhige Gebärde“, „Es rauscht das Rohr“) und Assonanzen („von alten Sagen“, „die milde Stille“, „aus den blauen Augen“) bringt das Gedicht zum Klingen.

## Der Herbst des Einsamen
Der dunkle Herbst kehrt ein voll Frucht und Fülle.

Vergilbter Glanz von schönen Sommertagen.

Ein reines Blau tritt aus verfallner Hülle;

Der Flug der Vögel tönt von alten Sagen.

Gekeltert ist der Wein, die milde Stille

Erfüllt von leiser Antwort dunkler Fragen.

Und hier und dort ein Kreuz auf ödem Hügel;

Im roten Wald verliert sich eine Herde.

Die Wolke wandert übern Weiherspiegel;

Es ruht des Landmanns ruhige Gebärde.

Sehr leise rührt des Abends blauer Flügel

Ein Dach von dürrem Stroh, die schwarze Erde.

Bald nisten Sterne in des Müden Brauen;

In kühle Stuben kehrt ein still Bescheiden

Und Engel treten leise aus den blauen

Augen der Liebenden, die sanfter leiden.

Es rauscht das Rohr; anfällt ein knöchern Grauen,

Wenn schwarz der Tau tropft von den kahlen Weiden.

## Interpretation
„Der Herbst der Einsamen“ ist ein für Trakl typisches Gedicht. In seinem Werk überwiegen die Stimmungen und Farben des Herbstes, dunkle Bilder des Abends und der Nacht, des Sterbens, des Todes und des Vergehens mit möglicher Vorahnung des Ersten Weltkriegs. Der Titel („Der Herbst des Einsamen“) enthält bereits zwei wichtige Motive: den Herbst und die Einsamkeit. 

### Farbsymbolik
Trakl verwendet sehr viele attributiv gebrauchte Adjektive („Vergilbter Glanz von schönen Sommertagen“). Mithilfe der Farbadjektive verstärkt er die Stimmung. Die dominierenden Farben sind rot, blau und schwarz, wobei sie zum Ende hin immer dunkler werden. („im roten Wald“, „des Abends blauer Flügel“, „die schwarze Erde“). Rot steht hier für das vergehende Leben, das durch die absterbenden Baumblätter symbolisiert wird, Blau steht für Ruhe („Es ruht des Landmanns ruhige Gebärde.“) und Schwarz für den Tod. 

### Einsamkeit und Todessymbolik
Der Herbst hat von der Landschaft Besitz ergriffen, der Winter ist nicht mehr fern. Der ruhige Rhythmus entspricht den Stille und Ruhe evozierenden Bildern („Es ruht des Landmanns ruhige Gebärde“, „In kühle Stuben kehrt ein still Bescheiden“).
Diese Stimmung wird von sprachlichen Bildern („Der dunkle Herbst“) und Metaphern („voll Frucht und Fülle“) hervorgerufen. Der „vergilbte Glanz von schönen Sommertagen“ und der „rote Wald“ lassen die fallenden Herbstblätter erahnen. 
Man erinnert sich an Vergangenes („Der Flug der Vögel tönt von alten Sagen“), während die „kahlen Weiden“ vom kommenden Winter künden. 
Die milde Stille ist „erfüllt von leiser Antwort dunkler Fragen“. Das „Kreuz auf ödem Hügel“ ist möglicherweise die Antwort auf die Frage, was nach dem Tod kommt.
Die Nacht zieht herauf („Bald nisten Sterne in des Müden Brauen“) und die Stimmung wird düster („anfällt ein knöchern Grauen“). Die Stimmung des Gedichts wird mit jeder Strophe dunkler, was auch auf die gehäufte Verwendung von dunklen Vokalen zurückzuführen ist. Vom silbrigen Glanz in der zweiten Zeile („Vergilbter Glanz von schönen Sommertagen“) ist in der siebzehnten Zeilen mit ihren raschelnden und knirschenden Konsonanten („Es rauscht das Rohr; anfällt ein knöchern Grauen“) nichts mehr zu spüren. Ein starkes Motiv für Melancholie und Trauer ist das Kreuz: Symbol einerseits für den Tod, aber auch für die erhoffte Erlösung. Der Tod zeigt sich in den Bildern von abgestorbener Natur: „dürres Stroh“, „von den kahlen Weiden“.
Der Herbst des Einsamen stimmt den Leser traurig und nachdenklich. Die empfundene Einsamkeit wird mit dem geringeren Leiden von Liebenden kontrastiert. Jedoch wird auch diesen trotz der himmlischen Begleitung durch Engel keine offene Freude zugeschrieben. Die Liebe hilft den Menschen aber, ihr Schicksal anzunehmen („Und Engel treten leise aus den blauen Augen der Liebenden, die sanfter leiden“).

## Rezeption
2009 erschien ein Album der Dark-Metal-Band Eden Weint Im Grab unter dem Titel „Der Herbst des Einsamen“ mit Texten nach Trakl.